# Saptorenggo
Saptorenggo is een bestuurslaag in het regentschap Malang van de provincie Oost-Java, Indonesië. Saptorenggo telt 15.841 inwoners (volkstelling 2010).